# Glycininae
Glycininae es una subtribu de plantas de la familia Fabaceae. El género tipo es: Glycine.

## Géneros
- Amphicarpaea - Calopogonium - Cologania - Diphyllarium - Dumasia - Eminia - Glycine - Mastersia - Neonotonia - Nogra - Pachyrhizus - Pseudeminia - Pseudovigna - Pueraria - Shuteria - Sinodolichos - Teramnus - Teyleria